# حجوان (الشعر)

تعديل مصدري - تعديل

حجوان محلة تابعة لقرية ثعلبان، التابعة لعزلة العبس بمديرية الشعر إحدى مديريات محافظة إب في الجمهورية اليمنية.، بلغ تعداد سكانها 54 حسب تعداد اليمن لعام 2004.